# Барсуки
Барсуки (лат. Meles) — род хищных млекопитающих из подсемейства барсучьих (Melinae) семейства куньих (Mustelidae).

## Классификация
Исторически в роде барсуков выделялся только один вид (Meles meles). Исследования, опубликованные в начале XXI века, поддержали выделение по меньшей мере трёх видов в составе рода барсуков: европейский барсук (Meles meles), азиатский барсук (Meles leucurus) и японский барсук (Meles anakuma). Эта классификация используется в 3-м издании справочника Mammal Species of the World (2005). Некоторые молекулярные и краниологические исследования поддержали видовую самостоятельность четвёртого вида — закавказского барсука (Meles canescens). Тем не менее, в обзоре Красной книги МСОП, опубликованном в 2016 году, закавказский барсук указан в качестве подвида европейского. В 2025 году было опубликовано краниологическое исследование, в котором обосновывалось выделение пятого вида — амурского барсука (Meles amurensis) — ранее рассматривавшегося как подвид азиатского. База данных Американского общества маммологов (ASM Mammal Diversity Database) признаёт валидными все пять видов.

### Палеонтология
Согласно обзору Faggi и др. (2024), род барсуков включает до 9 вымерших видов:
- Meles thorali (средний-верхний виллафранк; Испания, Франция, Болгария, Азербайджан, Румыния);
- Meles dimitrius (средний виллафранк и эпивиллафранк; Греция; возможный синоним M. thorali и/или M. meles);
- Meles iberica (верхний виллафранк, Испания; возможный синоним M. thorali и/или M. meles);
- Meles hollitzeri (эпивиллафранк; Германия, Австрия, Северный Кавказ, Болгария; возможный синоним M. meles atavus);
- Meles atavus (эпивиллафранк; Румыния);
- Meles chiai (верхний плиоцен и нижний плейстоцен; Китай);
- Meles teilhardi (верхний плиоцен и нижний плейстоцен; Китай);
- Meles minor (нижний плейстоцен; Китай);
- Meles magnus (нижний плейстоцен; Китай).

## Характеристика
Длина головы и туловища 560—900 мм, длина хвоста 115—202 мм, масса обычно 10—16 кг, однако старые самцы достигают 30 кг поздней осенью. Верх тела сероватый (или серо-коричневый у японского баруска), нижние части тела и конечности черные. Две темные лицевые полосы тянутся от кончика носа до глаз и выше. Тело тучное, конечности и хвост короткие.

## Распространение и экология
Барсуки живут в Европе (в том числе на Британских и Средиземноморских островах) и Азии (средняя полоса от Турции до Японии). Населяют леса и местности с густой растительностью. Их нередко можно встретить и в населенных пунктах, иногда даже на окраинах городских поселений. Это всеядное животное, рацион которого включает мелких млекопитающих, птиц, пресмыкающихся, лягушек, моллюсков, насекомых разных стадий развития, червей, орехи, желуди, ягоды, фрукты, семена, клубни, корневища, грибы. Кроме человека, у взрослых барсуков нет естественных врагов, однако волки, одичавшие собаки, рыси, росомахи и медведи могут представлять опасность для щенков.

## Образ жизни
Барсуки в основном активны в сумерках и ночью. Обычно живут в коммунальных самостоятельно вырытых разветвленных норах с несколькими выходами и несколькими камерами. Норы используются как для проживания днем, так и для выращивания молодняка. Барсуки живут семейными группами, которые обычно состоят из одной или нескольких самок с потомством до двух лет.
Самцы и самки спариваются с несколькими партнерами в течение года. Деторождение обычно происходит во второй половине зимы или в начале весны (за счет отсроченной имплантации эмбриона). Беременность длится от 9 до 12 месяцев. Рождается 1—4(6) детеныша. Щенки выходят из своего логова примерно через 8—10 недель после рождения. Вскармливаются молоком 1—2,5 месяца. Самцы и самки достигают половой зрелости через год или два после рождения.
Продолжительность жизни в природе — 6 лет. В неволе барсуки могут дожить до 19 лет. Смертность детенышей в течение первого года жизни высока.

## Галерея
- Спаривание барсуков в Болгарии
- Барсук собирает подстилочный материал

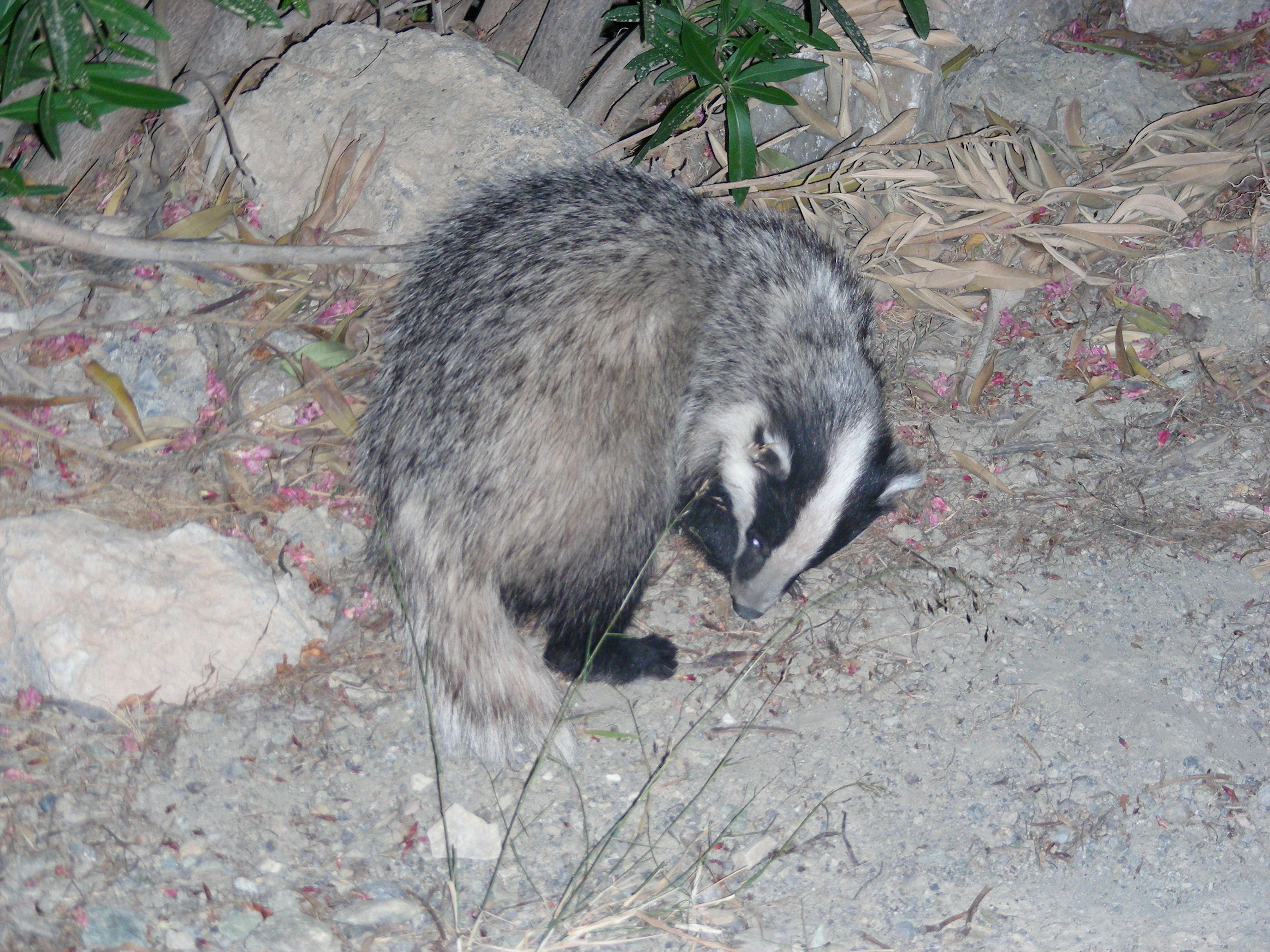
Барсук с острова Крит — Meles (meles) canescens
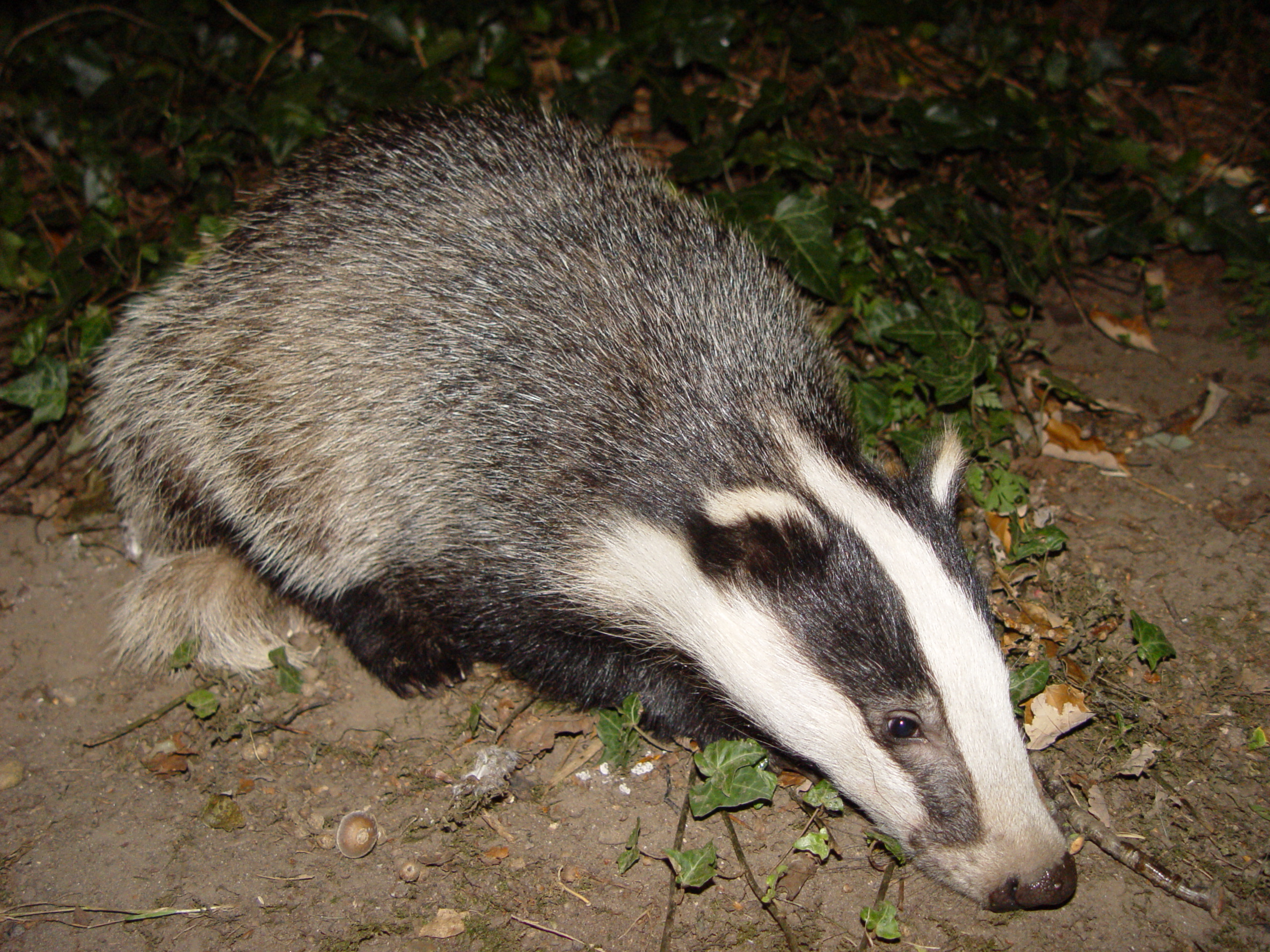
Барсук из Великобритании — Meles meles
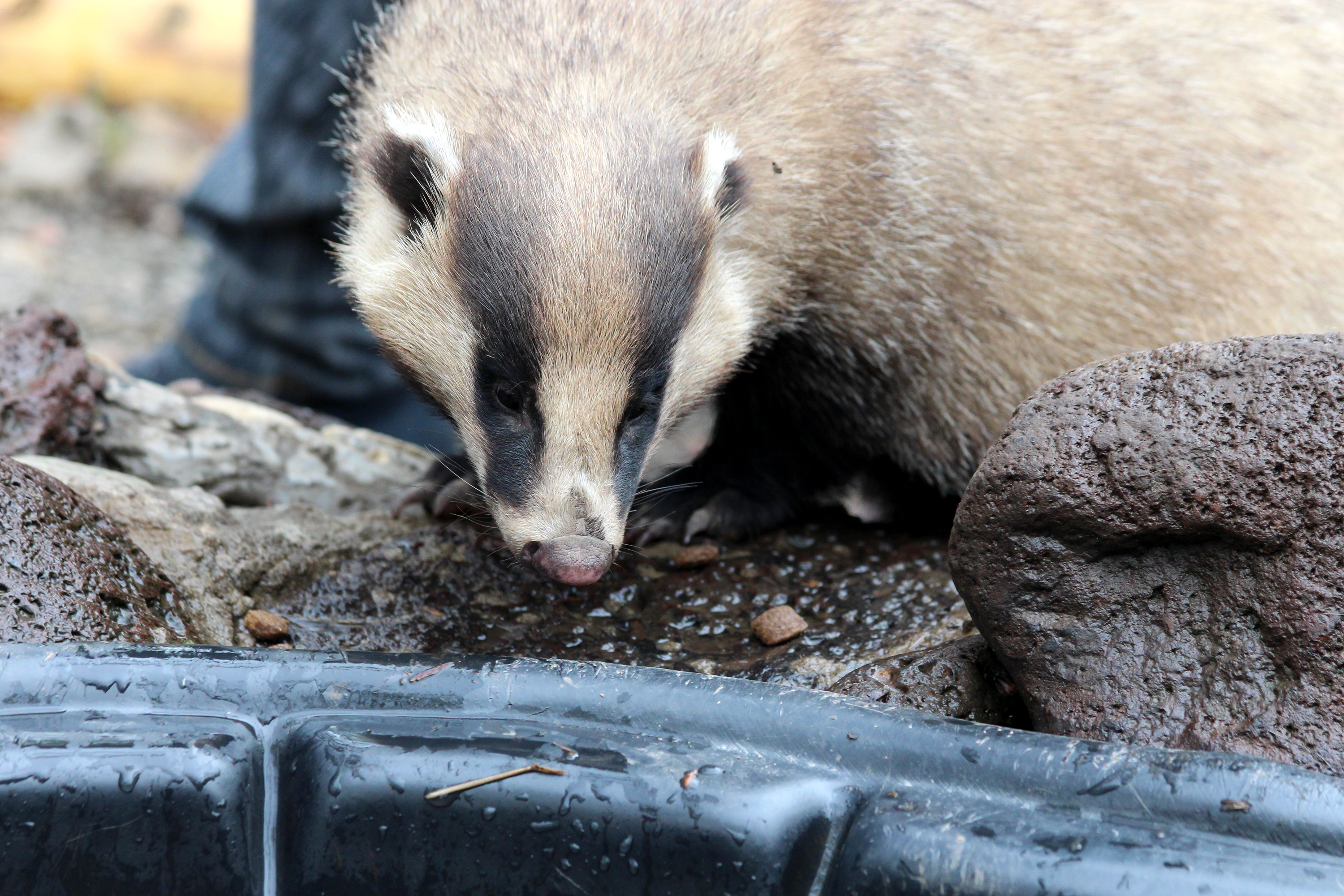
Барсук азиатский — Meles leucurus
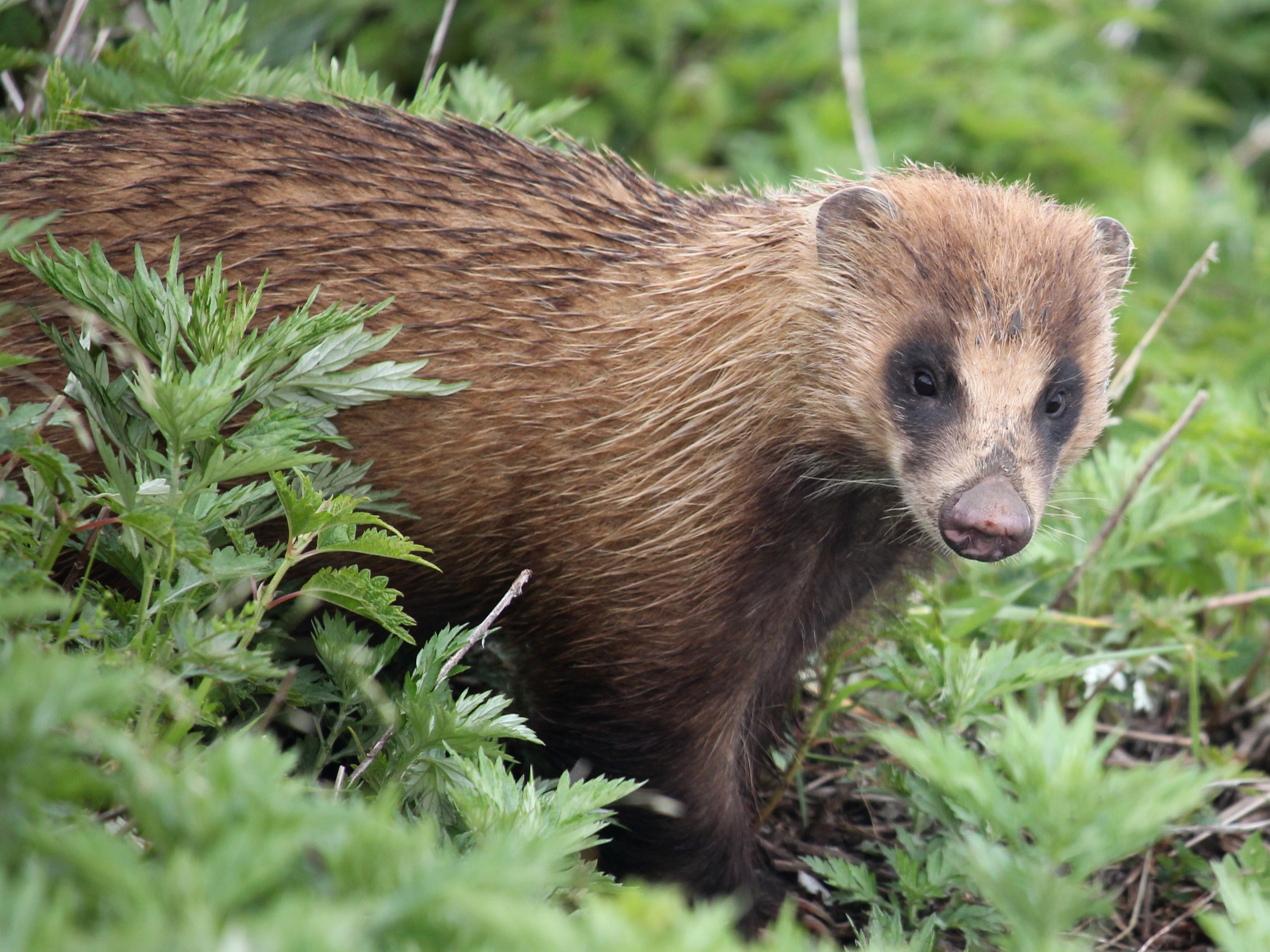
Барсук с горы Ибуки, остров Хонсю, Япония, — Meles anakuma